# Nędza (województwo śląskie)
Nędza (niem. Buchenau w latach 1914–1945, 1910–1914 Nensa, do 1910 Nendza, śl. Nyndza) – wieś w Polsce położona w województwie śląskim, w powiecie raciborskim, w gminie Nędza nad Suminą. Miejscowość jest siedzibą gminy Nędza od 1973 roku. Liczy 3344 mieszkańców (2008).
| SIMC    | Nazwa    | Rodzaj    |
| ------- | -------- | --------- |
| 0217633 | Piła     | część wsi |
| 0217640 | Trawniki | część wsi |

## Nazwa
Z nazwą miejscowości związana jest legenda, według której książę raciborski zgubił się w okolicznych lasach podczas polowania. Trafił on do chaty ubogiego rybaka, gdzie został ugoszczony chlebem i wodą. Gdy książę opuszczał domostwo, westchnął: "O nędzo, nędzo". Stąd miała się wziąć nazwa wsi, w której znajdowała się chata.
Obecna nazwa wsi została administracyjnie zatwierdzona 12 listopada 1946.
20 maja 1954 roku Prezydium Wojewódzkiej Rady Narodowej w Opolu uchwaliło wystąpienie z wnioskiem do Komisji Ustalania Nazw Miejscowości i Obiektów Fizjograficznych przy Prezesie Rady Ministrów o zmianę nazwy miejscowości Nędza w gminie Markowice na Borowiec Wielki. Wniosek motywowano tym, że dotychczasowa nazwa miała "stanowić smutną pamiątkę okresu kapitalistycznego, nie odpowiadającą socjalistycznej rzeczywistości społecznej". Natomiast nazwę Borowiec Wielki wzięto "od nazwy części lasu, otaczającego dotychczasową gromadę Nędza.

## Historia
Nędza po raz pierwszy występuje w dokumentach z 1620 roku jako Nensa, lecz powstała wcześniej (we wsi znajduje się grodzisko z XIII–XIV wieku). W tym roku baron Hans Freiherr von Mettich otworzył tutaj gorzelnię i założył dwie osady. 
W 1832 roku działała we wsi szkoła powszechna.
Rozwój miejscowości jest związany z budową infrastruktury kolejowej. W 1847 roku przez Nędzę przeprowadzono linię kolejową z Koźla do Bogucina. W 1850 roku utworzono połączenie z Katowicami. Przez wieś przechodzi również linia kolejki wąskotorowej z Trynku do Raciborza, która powstała w 1902 roku.
W 1854 roku wybudowano w Nędzy młyn Wiktor, jednak spłonął on w 1880 roku.
W 1909 roku powołano ochotniczą straż pożarną, która we wsi istnieje do dziś.
Podczas Plebiscytu na Górnym Śląsku w 1921 roku 472 osoby głosowały za przyłączeniem miejscowości do Niemiec, a 193 za przyłączeniem do Polski. 
W latach 1954–1972 wieś należała i była siedzibą władz gromady Nędza. 

## Architektura

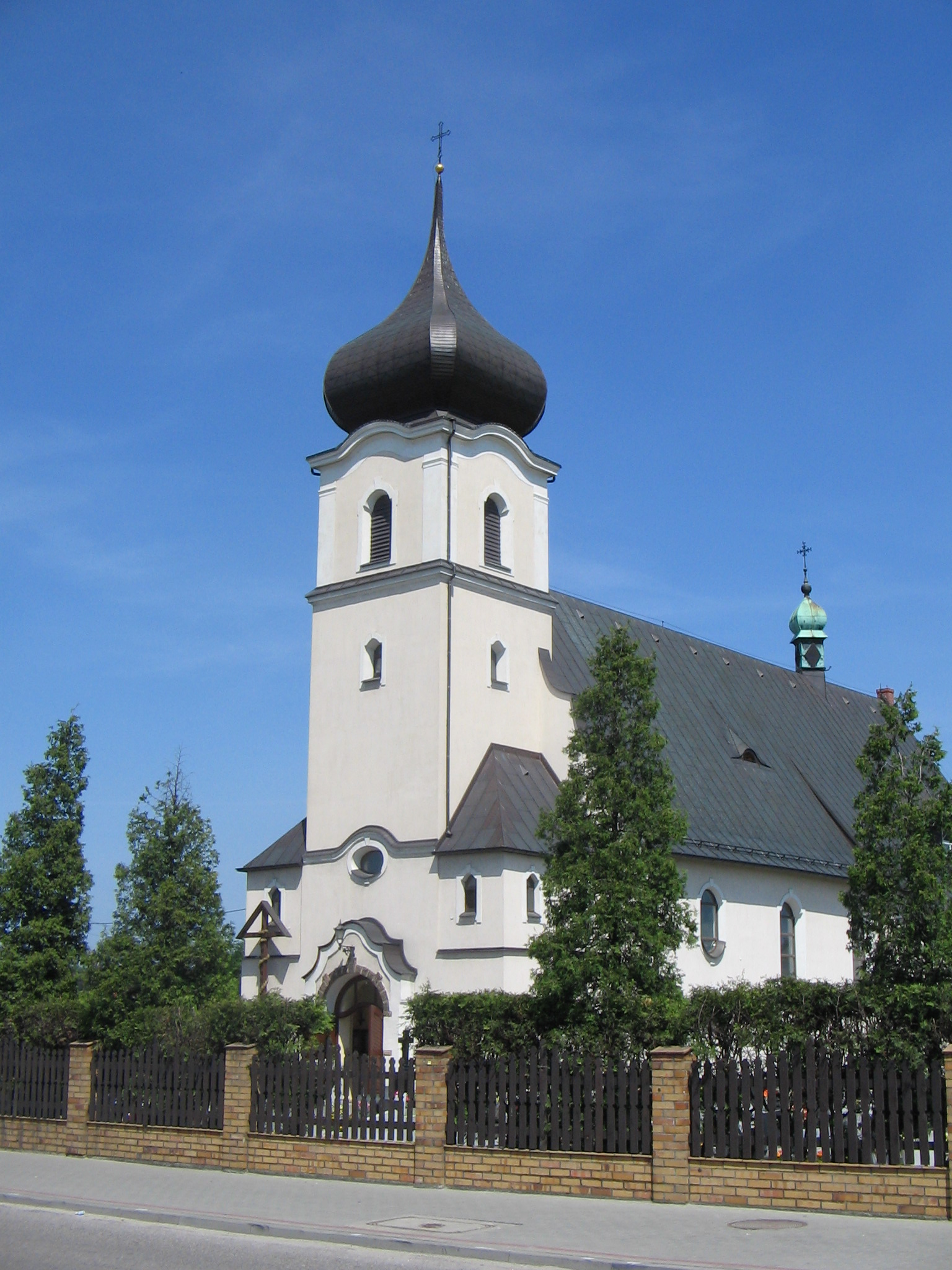
Kościół Matki Boskiej Różańcowej

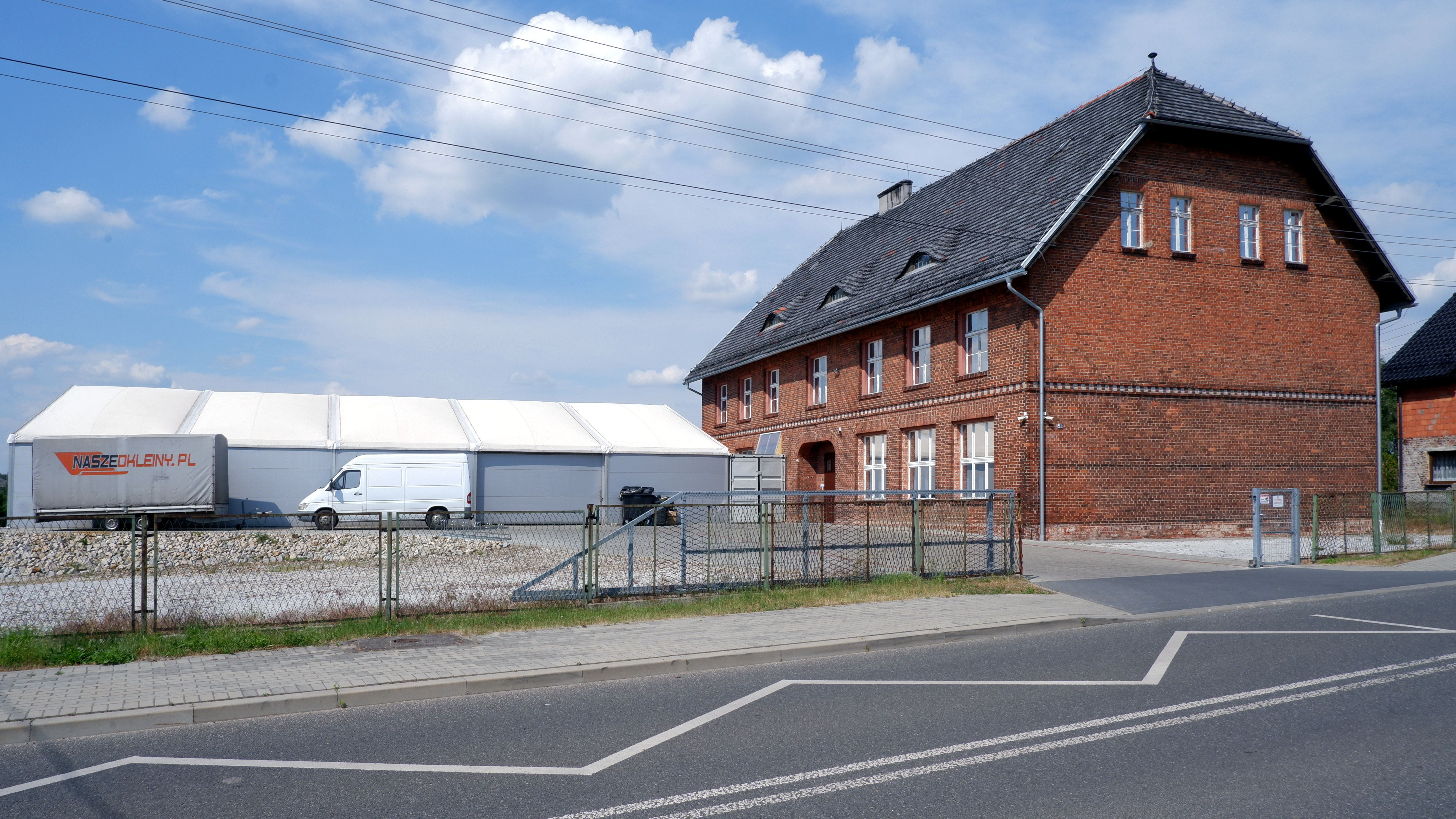
Dawna szkoła

Jedynym zabytkiem gminy Nędza jest dworzec kolei wąskotorowej z 1902 roku (zob. Nędza Wąskotorowa).
Pozostałe historyczne obiekty to:
- neobarokowy kościół z 1908 roku, przebudowany w 1929, należący do parafii Matki Boskiej Różańcowej
- kamienny krzyż Boża Męka z 1910 roku, uszkodzony przez wichurę w 2000 roku, obecnie częściowo metalowy
- murowana kapliczka z początku XX wieku
- kamienny krzyż z 1874 roku
- dawny żeński dom klasztorny z 1910 roku, obecnie przedszkole
- dawny budynek szkoły z 1911 roku, obecnie siedziba firmy produkującej dekoracje okienne
- budynki z przełomu wieków XIX i XX w tym jeden drewniany z 1890 roku

## Osoby związane z miejscowością
W miejscowości urodził się ks. prof. Alojzy Marcol (1931–2017), teolog moralista, który też został pochowany na miejscowym cmentarzu 29 marca 2017. Wychowywał też się tutaj Rafał Brzoska (ur. 1977)